# Amt Wachsenburg
Amt Wachsenburg is een Duitse gemeente in de Ilm-Kreis in Thüringen. Op 31 december 2012 werd de Wachsenburggemeinde in de gemeente Ichtershausen opgenomen en de daardoor vergrote gemeente werd in Amt Wachsenburg hernoemd. Bestuurszetel van de gemeente is Ichtershausen.

## Geografie
De gemeente ligt in het noordwestelijke deel van de Ilm-Kreis. De westelijke en noordelijke grens is tegelijkertijd de grens van de Ilm-Kreis met Landkreis Gotha. In het noorden grenst daarnaast de kreisfreie stad Erfurt aan de gemeente, in het oosten grenzen de gemeenten Rockhausen en Kirchheim van de Verwaltungsgemeinschaft Riechheimer Berg aan. In het zuiden wordt het gemeentegebied door de kreisstad Arnstadt en de gemeente Gossel van de Verwaltungsgemeinschaft Oberes Geratal begrensd.

## Samenstelling
De gemeente Amt Wachsenburg bestaat uit de ortsteilen Bittstädt, Eischleben, Haarhausen, Holzhausen Ichtershausen, Rehestädt, Röhrensee, Sülzenbrücken en Thörey. Op 1 januari 2019 werd Kirchheim als Ortsteil in de gemeente opgenomen en precies een jaar later volgde Rockhausen.
Alkersleben · Amt Wachsenburg · Angelroda · Arnstadt · Bösleben-Wüllersleben · Dornheim · Elgersburg · Elleben · Elxleben · Geratal · Großbreitenbach · Ilmenau · Martinroda · Osthausen-Wülfershausen · Plaue · Stadtilm · Witzleben
Bechstedt-Wagd · Bittstädt · Eischleben · Haarhausen · Holzhausen · Ichtershausen · Kirchheim · Rehestädt · Rockhausen · Röhrensee · Sülzenbrücken · Thörey · Werningsleben